# Diffembach-lès-Hellimer
Ne doit pas être confondu avec Dieffenbach ou Tieffenbach.
Diffembach-lès-Hellimer est une commune française située dans le département de la Moselle et le bassin de vie de la Moselle-est, en région Grand Est.

## Géographie
- Situé sur la route départementale 674 (anciennement route nationale 74) entre les communes de Saint-Jean-Rohrbach à l'est (4,8 km) et Hellimer à l'ouest (0,8 km), Diffembach est un petit village rural.
- Très centré dans l'est mosellan, il est distant de 22 km de Sarreguemines, 24 km de Forbach, 23 km de Saint-Avold, 20 km de Morhange, 27 km de Dieuze et 22 km de Sarralbe.
- Il s'étire sur près de 1,4 km et comporte sept rues : rue Principale, rue des Vergers, rue de la Forêt, impasse Sainte-Marguerite, rue de l’Église, impasse des Jardins, impasse des Noyers. Son ban est traversé par les ruisseaux Sainte-Marguerite au sud-ouest et Schnappbach au nord-est. On y trouve également deux étangs privés.

| Leyviller |                         | Saint-Jean-Rohrbach |
|           | Diffembach-lès-Hellimer | Hilsprich           |
| Hellimer  |                         | Petit-Tenquin       |

### Hydrographie
La commune est située dans le bassin versant du Rhin au sein du bassin Rhin-Meuse. Elle est drainée par le ruisseau le Buschbach, le ruisseau de Zellen, le ruisseau le Schnappbach et le ruisseau Ste-Marguerite.
Le Buschbach, d'une longueur totale de 15,3 km, prend sa source dans la commune de Altrippe et se jette  dans l'Albe en limite de Kappelkinger et de Nelling, après avoir traversé huit communes.

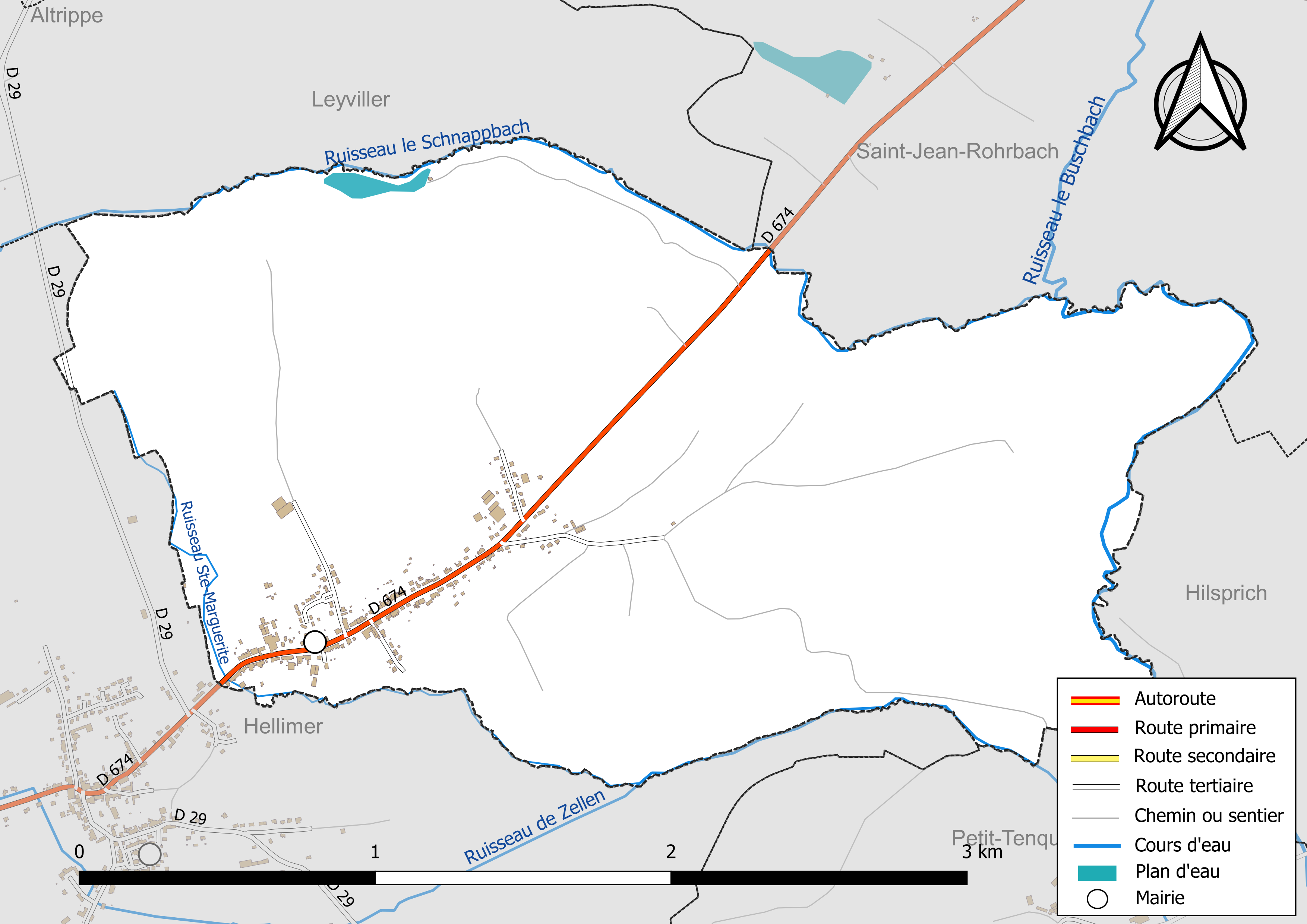
Réseaux hydrographique et routier de Diffembach-lès-Hellimer.

La qualité des eaux des principaux cours d’eau de la commune, notamment du ruisseau le Buschbach, peut être consultée sur un site spécial géré par les agences de l’eau et l’Agence française pour la biodiversité.

### Climat
Pour des articles plus généraux, voir Climat du Grand Est et Climat de la Moselle.
En 2010, le climat de la commune est de type climat des marges montargnardes, selon une étude du Centre national de la recherche scientifique s'appuyant sur une série de données couvrant la période 1971-2000. En 2020, Météo-France publie une typologie des climats de la France métropolitaine dans laquelle la commune est exposée à un climat semi-continental et est dans la région climatique  Lorraine, plateau de Langres, Morvan, caractérisée par un hiver rude (1,5 °C), des vents modérés et des brouillards fréquents en automne et hiver. 
Pour la période 1971-2000, la température annuelle moyenne est de 10 °C, avec une amplitude thermique annuelle de 17,1 °C. Le cumul annuel moyen de précipitations est de 829 mm, avec 12 jours de précipitations en janvier et 9,1 jours en juillet. Pour la période 1991-2020, la température moyenne annuelle observée sur la station météorologique de Météo-France la plus proche, « Kappelkinger_sapc », sur la commune de Kappelkinger à 6 km à vol d'oiseau, est de 10,6 °C et le cumul annuel moyen de précipitations est de 772,6 mm. 
La température maximale relevée sur cette station est de 38,8 °C, atteinte le 25 juillet 2019 ; la température minimale est de −19,6 °C, atteinte le 26 décembre 2010,,. 
Les paramètres climatiques de la commune ont été estimés pour le milieu du siècle (2041-2070) selon différents scénarios d'émission de gaz à effet de serre à partir des nouvelles projections climatiques de référence DRIAS-2020. Ils sont consultables sur un site spécial publié par Météo-France en novembre 2022.

## Urbanisme

### Typologie
Au 1er janvier 2024, Diffembach-lès-Hellimer est catégorisée commune rurale à habitat dispersé, selon la nouvelle grille communale de densité à sept niveaux définie par l'Insee en 2022.
Elle est située hors unité urbaine et hors attraction des villes,.

### Occupation des sols
L'occupation des sols de la commune, telle qu'elle ressort de la base de données européenne d’occupation biophysique des sols Corine Land Cover (CLC), est marquée par l'importance des territoires agricoles (86,5 % en 2018), en diminution par rapport à 1990 (89,4 %). La répartition détaillée en 2018 est la suivante : 
zones agricoles hétérogènes (49,2 %), prairies (37,3 %), forêts (7,1 %), zones urbanisées (6,4 %). L'évolution de l’occupation des sols de la commune et de ses infrastructures peut être observée sur les différentes représentations cartographiques du territoire : la carte de Cassini (XVIIIe siècle), la carte d'état-major (1820-1866) et les cartes ou photos aériennes de l'IGN pour la période actuelle (1950 à aujourd'hui).

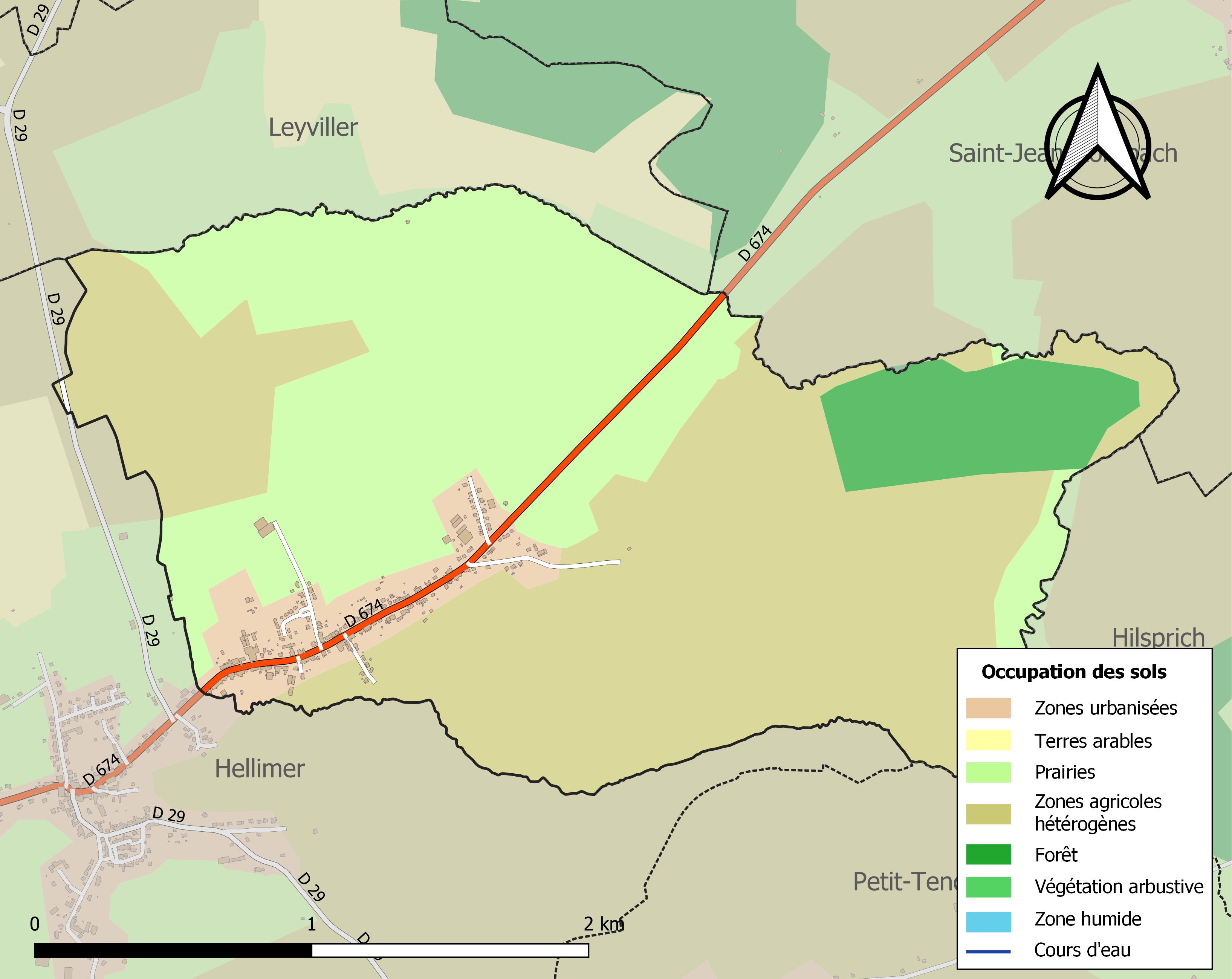
Carte des infrastructures et de l'occupation des sols de la commune en 2018 (CLC).

## Toponymie
- Son nom est d'origine germanique et fait allusion à un « cours d'eau profond » (en allemand : tiefen bach ; en francique : dieffen bach).
- Successivement : Diffenbach (1320) Tiefenbach (1509), Tiefenbach et Tiffenbach (1681), Tiffembach (1703)[14], Diffembach (1750) Diffembach-les-Hellimer (1801).
- Pendant les annexions allemandes (1871 à 1918 et 1940 à 1944), le village était nommé :  Diefenbach bei Hellmer.
- Hellmer-Difebach en francique lorrain.

## Histoire
- Diffembach est un petit bourg qui se développe autour d'une ferme fortifiée dont on fait état dans des écrits épiscopaux du XIIIe siècle comme étant partie intégrante de la seigneurie de Hellimer, elle-même au sein de la châtellenie d'Albestroff. Bailliage de Dieuze, possession de la principauté épiscopale de Metz.
- En 1571, un traité partagea la seigneurie de Hellimer pour un quart à l'évêque de Metz, qui restait suzerain des voués, et trois quarts au duc de Lorraine qui devint celui des seigneurs. Cela eut pour conséquence de partager chaque village en deux parties. Diffembach et Ackerbach, qui étaient partie de cette seigneurie furent ainsi en majorité sous l'autorité de l'évêché et pour une moindre part possession du duché de Lorraine, alors que seule une petite partie de Hellimer relevait de l'évêché et le reste appartenait à la Lorraine.
- De 1618 à 1648 (guerre de Trente Ans), toute la région Lorraine est ainsi devenue une très complexe mosaïque de territoires appartenant à des fiefs qui dépendent du Saint Empire, du duché de Lorraine et des trois évêchés. La famine, la peste et les raids militaires meurtriers conduisant à d'incessants changements d'autorité, aboutissent à un dépeuplement rapide. Ce fut particulièrement vrai pour Diffembach et Hellimer lors de l'attaque de la châtellenie d'Albestroff et de ses dépendances en juin 1637. Les régiments de Suédois du duc de Weimar et les troupes de la garnison de Saverne furent particulièrement meurtriers. Selon le témoignage du châtelain d'Albestroff, rescapé de l'attaque, datant de décembre 1637, il ne restait plus que 11 foyers sur 300 à Albestroff, 7 sur 80 à Hellimer, et 4 sur 45 à Diffembach[15]. Quelques années plus tard, en 1642, ce sont les troupes de Louis XIII qui prennent le château de Hellimer et causent encore des pertes. De nombreux villages de la région sont alors déserts. Ce n'est que dans le dernier quart du XVIIe siècle que le village, comme beaucoup d'autres dans la région, fut repeuplé par une vague d'immigrants venus des Ardennes, de Belgique, de Sarre, du Tyrol et de Bavière.
- De 1630 jusqu'à la Révolution, Diffembach fait partie du fief de la famille Du Gaillard, barons du Saint Empire, puis comtes lorrains de Hellimer[16].
- En 1765, Diffembach est rattaché à Hellimer alors érigée en comté[17].
- En 1766, La mort de Stanislas Leszczynski, roi de Pologne et dernier duc de Lorraine conduit au rattachement définitif des territoires à la France.
- En 1789, Jean Mennel, alors maire du village, et Claude Jager furent nommés députés représentants du tiers-état de la commune aux États généraux[18].
- En 1792, à l'avènement de la République, le village est officiellement une commune, ainsi qu'en atteste l'existence d'un registre d'état civil indépendant et compte alors 334 habitants.
- De 1811 à 1813, une vague de regroupements administratifs est opérée sur tout le département, et c'est ainsi que le village fut à nouveau rattaché à Hellimer en 1811[19], avant de redevenir indépendant en 1836[20].
- En 1846, la population du village est à son apogée et compte 635 habitants[21].
- En 1871, après la défaite de Sedan, Diffembach-lès-Hellimer passa sous juridiction allemande et fut intégré dans le Landkreis de Mörschingen.
- 1914-1918, après la Première Guerre mondiale, son attachement à la France lui vaut une citation à l'ordre de la Croix de guerre 1914-1918. Cette dernière est exposée en mairie.
- 1939-1945, la Seconde Guerre mondiale arrive vite et le village se retrouve à nouveau sous juridiction allemande après l'annexion de l'Alsace-Moselle. Nombreux sont ceux qui ont alors été contraints de partir, et c'est principalement en Charente que les Diffembachois ont émigré. Le village est finalement libéré le 23 novembre 1944 par le 212e bataillon de la sixième armée américaine.
- Diffembach est également un des nombreux village de l'Est qui a eu l'honneur d'accueillir une visite du général de Gaulle après la guerre.

## Politique et administration
| Période                                  | Période  | Identité                        | Étiquette | Qualité |
| ---------------------------------------- | -------- | ------------------------------- | --------- | --- |
| 1789                                     | 1798     | Jean Mennel (1759-1812)         |           | Député aux États Généraux pour Diffembach en 1789                                                                        |
| 1798                                     | 1799     | Christophe Bour (1767-1848)     |           | |
| 1799                                     | 1803     | Jean Mennel (1759-1812)         |           | |
| 1803                                     | 1811     | Michel Grosse                   |           | Conseiller de l'arrondissement de Sarreguemines (1803-1835)                                                              |
| 1811                                     | 1836     | aucun                           |           | |
| 1836                                     | 1839     | Jean Michel Walter              |           | |
| 1839                                     | 1841     | Jean Scherer                    |           | |
| 1841                                     | 1844     | Joseph Bise (1810-1877)         |           | Juge de paix du canton de Grostenquin                                                                                    |
| 1844                                     | 1846     | Michel Dam                      |           | |
| 1846                                     | 1868     | Joseph Bise (1810-1877)         |           | Président du conseil de fabrique de la paroisse (1855-1864)                                                              |
| 1868                                     | 1872     | Nicolas Walter                  |           | |
| 1872                                     | 1877     | Jean Sadler                     |           | Démissionné pour malversations au Conseil de Fabrique                                                                    |
| 1877                                     | 1878     | Nicolas Salomon                 |           | |
| 1878                                     | 1879     | Louis Detzen (père)             |           | |
| 1879                                     | 1883     | Nicolas Walter                  |           | |
| 1883                                     | 1886     | Jean Michel Mennel (1832-1912)  |           | |
| 1886                                     | 1888     | Pierre Streiff                  |           | |
| 1888                                     | 1915     | Michel Kessler                  |           | |
| 1915                                     | 1919     | Auguste Houpert (1867-1932)     |           | |
| 1919                                     | 1935     | Joseph Mennel                   |           | |
| 1935                                     | 1937     | Louis Detzen (fils) (1876-1945) |           | Déporté 39-45 à Sachsenhausen                                                                                            |
|                                          | 1937     | Jules Mennel                    |           | |
| 1937                                     | 1941     | Julien Mennel                   |           | |
| 1941                                     | 1944     | aucun                           |           | |
| 1946                                     | 1959     | René-Michel Houpert (1902-1970) |           | Président du conseil de fabrique de la paroisse (1948-1962)                                                              |
| 1959                                     | 1971     | Pierre-Jules Mennel (1916-1985) |           | Chevalier Légion d'honneur, Croix de guerre 1939-1945, croix du combattant, déporté 1939-1945, médaille de la Résistance |
| 1971                                     | 1983     | Hubert Beaucour                 |           | Ancien élève de l'école militaire de Saint-Cyr                                                                           |
| 1983                                     | 2001     | Pierre-Hubert Mennel            |           | |
| 2001                                     | 2020     | Gaston Risse                    |           | |
| 2020                                     | En cours | Suzanne Busdon                  |           | |
| Les données manquantes sont à compléter. |          |                                 |           | |

## Démographie
L'évolution du nombre d'habitants est connue à travers les recensements de la population effectués dans la commune depuis 1793. Pour les communes de moins de 10 000 habitants, une enquête de recensement portant sur toute la population est réalisée tous les cinq ans, les populations de référence des années intermédiaires étant quant à elles estimées par interpolation ou extrapolation. Pour la commune, le premier recensement exhaustif entrant dans le cadre du nouveau dispositif a été réalisé en 2006.

En 2022, la commune comptait 361 habitants, en évolution de +1,12 % par rapport à 2016 (Moselle : +0,52 %, France hors Mayotte : +2,11 %).
| 1793 | 1800 | 1806 | 1836 | 1841 | 1861 | 1866 | 1871 | 1875 |
| ---- | ---- | ---- | ---- | ---- | ---- | ---- | ---- | ---- |
| 334  | 325  | 365  | 563  | 586  | 551  | 551  | 564  | 543  |

| 1880 | 1885 | 1890 | 1895 | 1900 | 1905 | 1910 | 1921 | 1926 |
| ---- | ---- | ---- | ---- | ---- | ---- | ---- | ---- | ---- |
| 521  | 479  | 448  | 428  | 403  | 401  | 385  | 320  | 307  |

| 1931 | 1936 | 1946 | 1954 | 1962 | 1968 | 1975 | 1982 | 1990 |
| ---- | ---- | ---- | ---- | ---- | ---- | ---- | ---- | ---- |
| 320  | 304  | 270  | 287  | 301  | 303  | 319  | 347  | 333  |

| 1999 | 2006 | 2011 | 2016 | 2021 | 2022 | - | - | - |
| ---- | ---- | ---- | ---- | ---- | ---- | - | - | - |
| 312  | 355  | 381  | 357  | 356  | 361  | - | - | - |

- Un Dictionnaire du département de la Moselle datant de 1817 fait état d'une population de « 437 habitants, 66 maisons, 382 ha dont 26 de forêts ».

## Culture locale et patrimoine

### Lieux et monuments
- Fontaine en grès le long de la route départementale 674 dont le corps date de 1864. Elle comportait à l'origine trois bacs mais elle n'en a aujourd'hui plus qu'un seul.
- Une maison d'architecture typiquement lorraine a été intégralement démontée et reconstruite à l'Écomusée de Mulhouse en 1982.

#### Édifices religieux
- L'église Saint François de Sales

Sa construction a eu lieu de 1836 à 1840.
le 11 février 1842, érection du premier chemin de croix. Il sera remplacé à deux reprises : en 1859 et en 1896 (chemin de croix toujours en place).
En 1887, le conseil de fabrique décide de nombreux travaux dont le principal est la réfection complète du dallage de l'église (dallage actuel).
En 1893, les vitraux sont en très mauvais état et sont changés. Les vitraux actuels datent quant à eux des années 1954-1956.
En 1968, l'ancien clocher devenu dangereux est remplacé par un nouveau. Il aura connu des réparations en 1877, 1906 et 1925.
En 1977-78, l'église a été fermée pour cause de péril, Les plafonds en plâtre, trop dégradés par l'humidité, étaient en train de tomber. La fermeture a permis la réfection de tout le toit de l'édifice.
L'orgue, qui date de 1871, est un magnifique instrument à deux claviers et pédalier de 20 jeux, de facture des frères Verschneider de Puttelange. Il est le seul instrument de cette facture à comporter encore sa bombarde d'origine. En 1904, des travaux d'aménagement sont réalisés sur l'instrument (relevage et changement d'un jeu du récitatif). Il est entretenu de façon régulière par M. Dillenseger, facteur d'orgues à Wingen-sur-Moder. Il a fait l'objet de plusieurs concerts et même d'un enregistrement. L'instrument est actuellement sous les mains de M. Christian Jean Joseph Bour, compositeur et organiste de la paroisse depuis 1986.

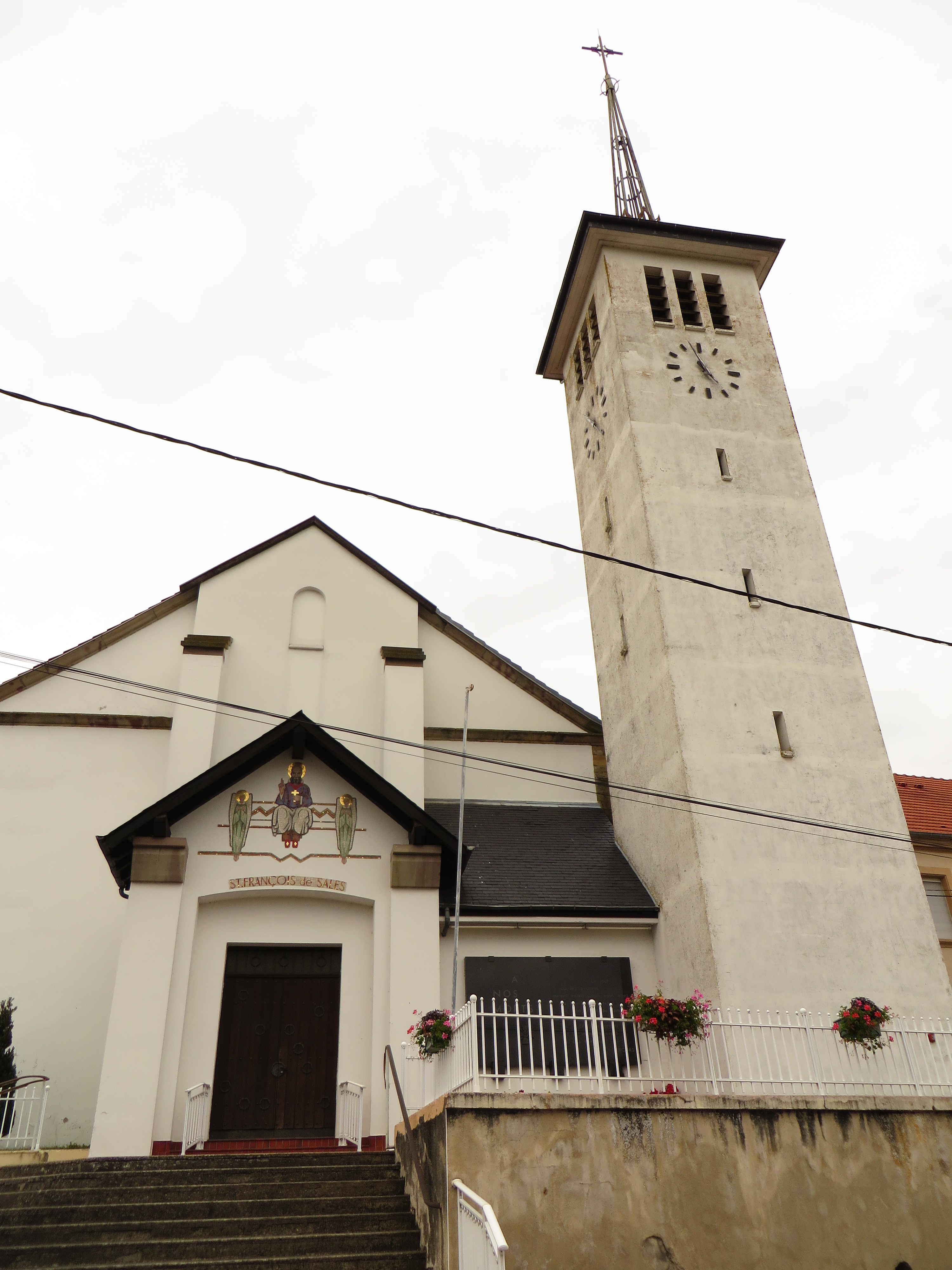
Église Saint-François-de-Sales.
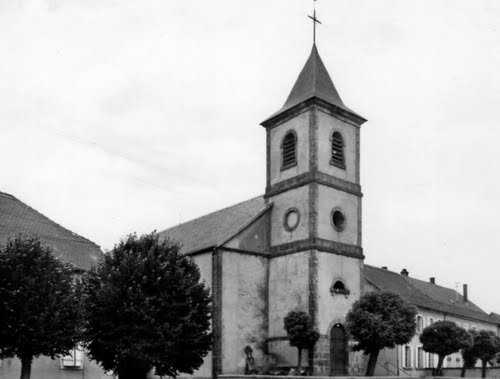
Ancien clocher de l'église.

#### La paroisse
En ce milieu de XIXe siècle, cela fait déjà bien longtemps que les habitants de Diffembach aspirent à disposer de leur propre église. Les premières démarches en ce sens datent des années 1760. Elles resteront infructueuses pendant près de 80 ans. L'église est en construction depuis 1836 lorsque les habitants, par leur représentant, M. le maire Walter, font savoir à l'évêque leur agacement quant à la lenteur des dernières démarches et sur la constante épreuve que représente l'obligation de se rendre à Hellimer pour assister aux offices, mariages et enterrements concernant le village, d'autant plus que le chemin menant de Diffembach à l'église de Hellimer est alors plus un bourbier qu'un vrai chemin. C'est en 1841 que l'affaire en est à son comble. Le maire Walter organise une réunion au cours de laquelle est décidé d'envoyer une délégation auprès de l'évêque avec un ultimatum très peu catholique : « ...Si dans un délai de trois mois, Diffembach ne devait pas recevoir son titre de paroisse, tous les villageois se convertiraient à la religion protestante, qui elle, ne faisait pas de simagrées... ». L'évêque finit par acquiescer et la paroisse vit ainsi le jour. Cependant, il faudra encore attendre quatre années l'ordonnance royale autorisant la création officielle de la paroisse.
- 31 août 1841  Bénédiction de l'église par le vicaire général Beauvallet, représentant de Jacques-François Besson, évêque de Metz.
- 29 janvier 1842  Réception de la relique de Saint François de Sales.
- 17 juillet 1842  Bénédiction de la seconde cloche.
- 29 avril 1845  Ordonnance royale autorisant la création de la paroisse.
- 22 mai 1845  Nomination officielle par l'évêque de Jean Gerold comme premier prêtre desservant.
- 7 juin 1845  Arrêté préfectoral autorisant la création du conseil de fabrique.
- 15 juin 1845 Élection du premier conseil de fabrique :

président : Joseph Mennel
trésorier : Pierre Sinstein
secrétaire : Jean Gerold, prêtre desservant
Michel Dam, maire
membres : Nicolas Koenig, Jean Michel Mann et Jean Gérard Mann.
- 9 octobre 1882  Une nouvelle relique du saint est reçue, «... à cause de la moisissure dont la (précédente) sainte relique était atteinte... »[30]"

#### Édifices civils
- L'ancienne école des garçons

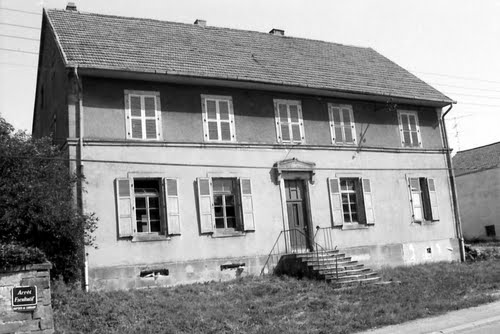
L’ancienne école des garçons.

Elle a été détruite en 1987, pour permettre la construction de la nouvelle mairie et du foyer communal.
- L'ancienne école des filles

Elle se situait dans l'ancien presbytère à côté de l'église. Le bâtiment appartenant à la commune, il a été réaménagé à la fin des années 1980 pour y intégrer des logements locatifs, ainsi qu'une salle paroissiale où ont lieu les messes de semaine et les répétitions de la chorale pendant les mois d'hiver.
- La laiterie artisanale de Diffembach

Située juste en face de l'église, elle ne fonctionnait plus depuis plusieurs décennies. Le bâtiment a servi pendant un temps de "petit troquet" avec jeu de quilles, de local pour le matériel des pompiers, avant d'être laissé à l'abandon puis détruit en juin 2009 pour être remplacé par un local commercial (boulanger et coiffeur).

### Personnalités liées à la commune
- La famille Du Gaillard, seigneurs de Diffembach de 1630 à 1789.

### Héraldique
| Blason de Diffembach-lès-Hellimer | Blason  | De gueules à la fasce ondée d'argent, accompagnée de trois alérions du même. |
| Blason de Diffembach-lès-Hellimer | Détails | Le statut officiel du blason reste à déterminer.                             |